# Cratere Puiseux
Puiseux è un cratere lunare di 24,95 km situato nella parte sud-occidentale della faccia visibile della Luna.